# Pontoporídeos
Pontoporídeos (Pontoporiidae) é uma família de cetáceos da subordem dos odontocetos.

## Taxonomia
A família foi descrita por John Edward Gray em 1870.
O arranjo taxonômico do clado passou por várias mudanças ao longo dos anos. No início do século XIX foi considerada sinônimo de Platanistidae, por vezes tratada como uma subfamília dentro desta família. Estudos moleculares realizados no final da década de 1990 e começo da década de 2000 demonstraram a parafilia dos golfinhos fluviais, comumente arranjados em uma única família.

### Gêneros
Gêneros reconhecidos para a família:
- †Auroracetus Gibson & Geisler, 2009
- †Brachydelphis Muizon, 1988
- †Pliopontos Muizon, 1983
- †Pontistes Burmeister, 1885
- Pontoporia Gray, 1846
- †Protophocaena Abel, 1905
- †Stenasodelphis Godfrey & Barnes, 2008